# 抗コリン作用
抗コリン作用（こうコリンさよう）とは、アセチルコリンがアセチルコリン受容体に結合するのを阻害する作用のことである。胃腸薬などの抗コリン薬の主な作用である。便秘、口の渇き、胃部不快感等といった神経症状の副作用は代表的な症状の例である。
抗コリン作用を持つ他の薬剤には、コリン作動性の抗パーキンソン病薬やベンゾジアゼピン、一部の抗精神病薬や抗うつ薬や、また第一世代抗ヒスタミン薬を含有する総合感冒薬、鼻炎薬などがある。抗コリン薬を除いた、このような他の薬剤においては、本来必要ではない抗コリン作用が生じないように改良されている場合も多い。
抗コリン作用は、緑内障、前立腺肥大症に対しては悪化させる可能性があるため、医薬品添付文書にて禁忌や使用上の注意が記載されている。

## 機序
脳神経には、神経細胞同士のシナプスと呼ばれる継ぎ目があり、前部・後部に分かれている。前部から放出された神経伝達物質を後部が受容することで、情報が伝わる仕組みになっている。この際、シナプス前部から放出された神経伝達物質が後部に受容されることなくシナプスの間隙に残った場合、シナプス前部が再取り込みを行う。
神経伝達物質の一つであるアセチルコリンがシナプス後部の受容体と結合することを阻害してしまう作用を、一般に抗コリン作用という。アセチルコリン受容体には、ムスカリン受容体とニコチン受容体が存在する。
古い抗ヒスタミン薬は、ヒスタミン受容体にヒスタミンが結合することを阻害することで、アレルギー症状を軽減している。しかし、同時にヒスタミン受容体以外に作用し、抗コリン作用も生じてしまう。その結果、抗コリン作用による、便秘や口の渇き、眠気などの副作用が生じる。

## 化学構造による枝分かれ
コリン作動性ムスカリン拮抗薬として化学的に同じところから枝分かれしたものに、抗ヒスタミン薬、精神安定剤、抗精神病薬、高血圧治療薬などがある。それらの薬は、特定の受容体への選択性が不十分であり、他に抗ムスカリン作用、αアドレナリン作用、また抗セロトニン作用を持っている。
抗ヒスタミン薬では、1980年代より抗ヒスタミン作用に選択性を高め、コリン作用のない第二世代抗ヒスタミン薬が登場している。このように、後に登場した薬物は、必要のない作用が生じないように、受容体への選択性を高めるといった改良がなされている。

## 抗コリン作用による禁忌や注意
特に緑内障患者の場合は抗コリン作用による眼圧の上昇により症状が悪化する懸念がある。また前立腺肥大症患者の場合は尿が出にくくなるなどの副作用が見られる。また喘息にも禁忌や使用注意である。
抗コリン作用を有し、こうした注意が必要な医薬品は、添付文書に禁忌や使用注意の旨が記載されている。医薬品添付文書にて、緑内障に禁忌であるものは、一例を挙げれば、多くのベンゾジアゼピン系と非ベンゾジアゼピン系、一部の抗うつ薬や抗パーキンソン病薬である。

## 主な症状
- 口渇
- 便秘
- 悪心(吐き気)
- 排尿障害
- 眠気
- 顔面紅潮
- 立ちくらみ
- 目眩い
- かすみ目
- 食欲不振
- 胃部不快感
- 動悸（心悸亢進）
- 不整脈
- 発汗の抑制

## 軍事利用
また、軍事用の無力化ガスの一種（3-キヌクリジニルベンジラートなど）も抗コリン作用によるものである。